# Тамакони
Тамакони (груз. თამაკონი) — село в Грузии, на территории Мартвильского муниципалитета края (мхаре) Самегрело-Верхняя Сванетия.

## География
Село находится в западной части Грузии, на левом берегу реки Техури, на расстоянии приблизительно 6 километров (по прямой) к северо-западу от города Мартвили, административного центра муниципалитета. Абсолютная высота — 181 метр над уровнем моря.

## Население
По результатам официальной переписи населения 2014 года в Тамакони проживало 530 человек (269 мужчин и 261 женщина). В национальной структуре населения грузины составляли 99,8 %.
| Год  | Население, человек |
| ---- | ------------------ |
| 2002 | 495                |
| 2014 | ↗ 530              |